# Colombo (recette)
Pour les articles homonymes, voir Colombo (homonymie).
Le colombo (ou curry antillais en Guadeloupe et Martinique) est d'une part un mélange d'épices (variante du curry, garam masala ou ras el-hanout) et d'autre part une recette emblématique des cuisines antillaise et guyanaise, présente depuis le XIXe siècle et dérivée du kuḻambu, une préparation de la cuisine indienne du Sud-Est et de la cuisine srilankaise.

## Historique
En Inde, l'utilisation du curry (un mélange d'épices dont la composition et l'usage sont très variables) est très ancienne. Il se répand dans le monde à la suite de la colonisation britannique du sous-continent entre 1858 et 1947. En 1862, les engagés indiens importent le curry à leur arrivée dans les possessions britanniques des Antilles et en Guyane. Au XIXe siècle, les dosages et les ingrédients du curry sont alors modifiés avec des épices locales comme le bois d'Inde (Pimenta dioica, aussi appelé piment de la Jamaïque) pour compenser l'absence de certains ingrédients. Le colombo antillais est donc très différent des colombos retrouvés en Inde méridionale et au Sri Lanka,.

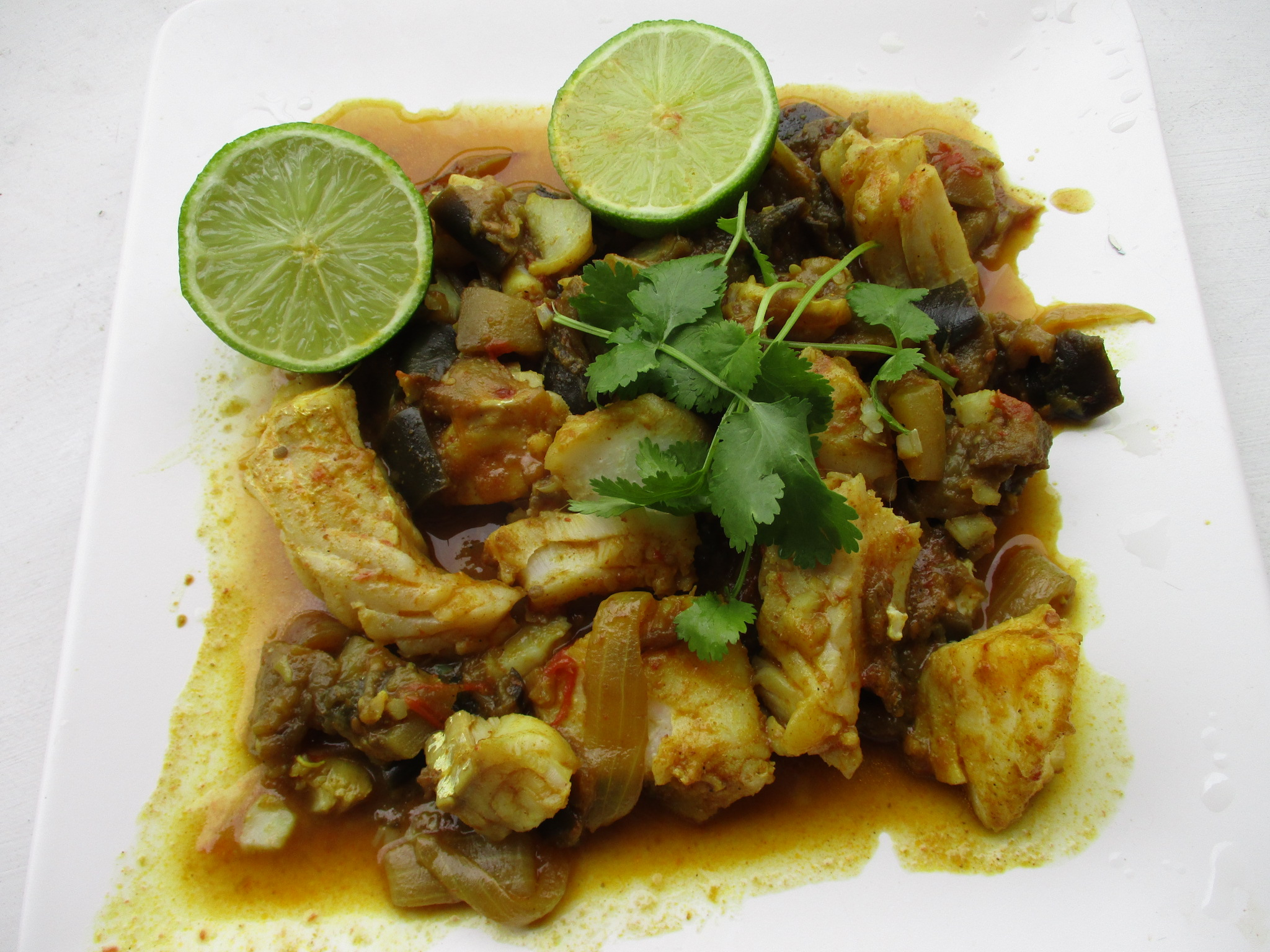
Colombo de poisson.
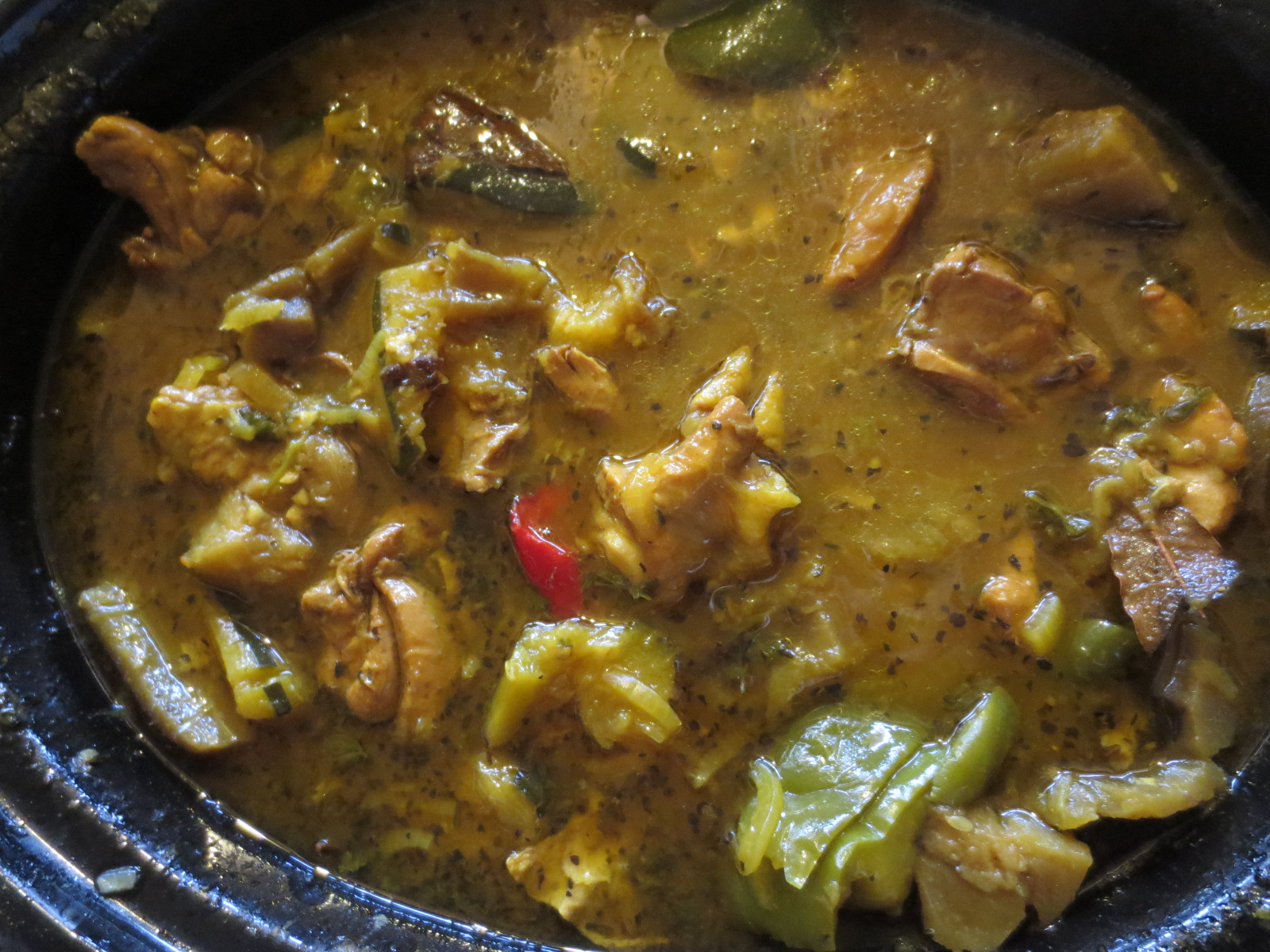
Recette de colombo de poulet.
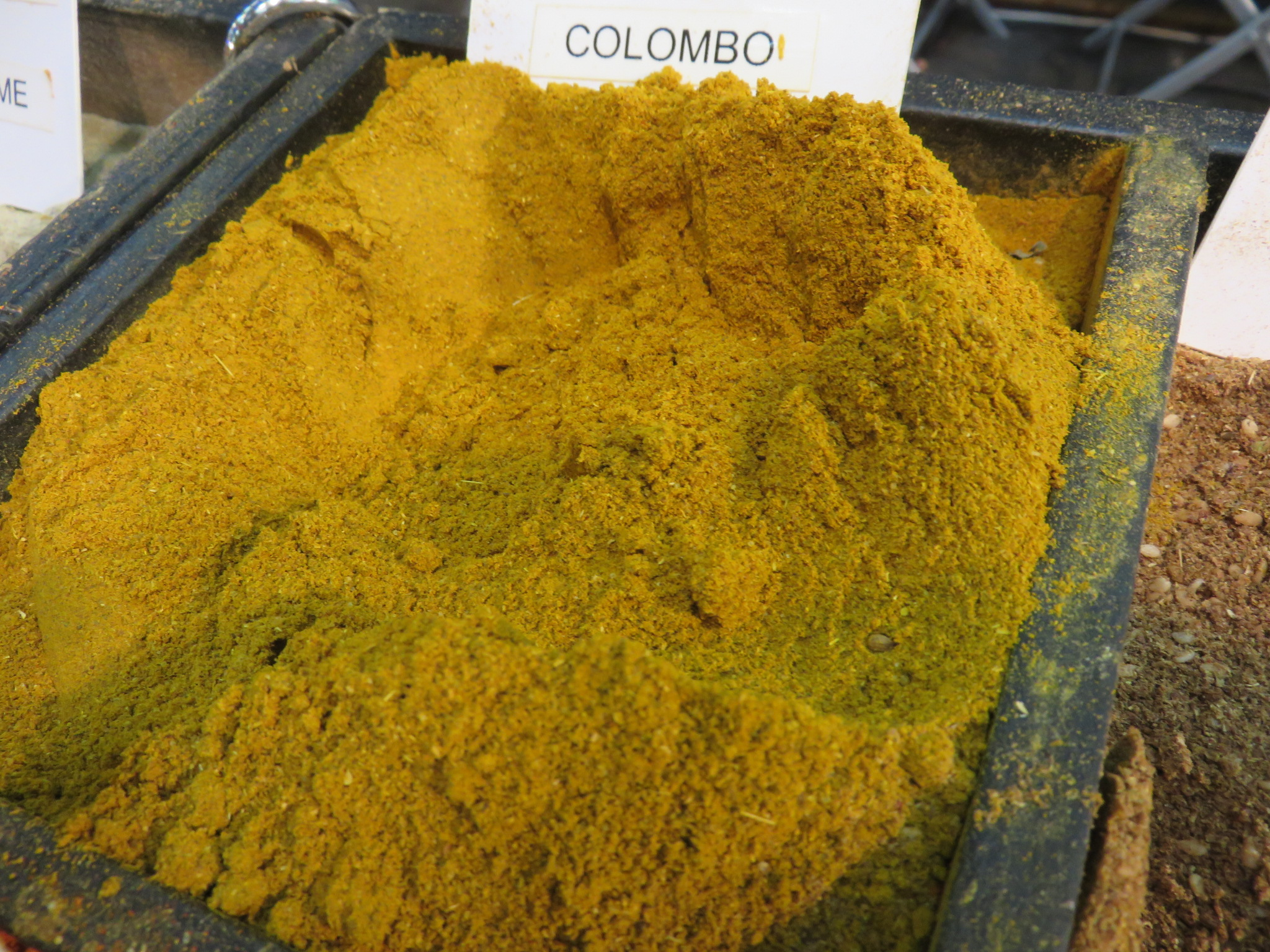
Poudre de colombo sur un étal de commerce.

En grande partie originaires de la côte de Coromandel, les engagés indiens introduisent également une recette commune dans cette région et sur l'île de Ceylan, préparée avec le mélange d'épice et dénommée kulambu (en tamoul : குழம்பு) dans la cuisine tamoule. Le nom du colombo en dérive très probablement, bien que d'autre alternatives étymologiques le rapprochent au nom du navigateur Christophe Colomb (Cristoforo Colombo), qui découvre les Antilles au début du XVIe siècle,, ou encore à la ville de Colombo au Sri Lanka.

## Composition et variantes

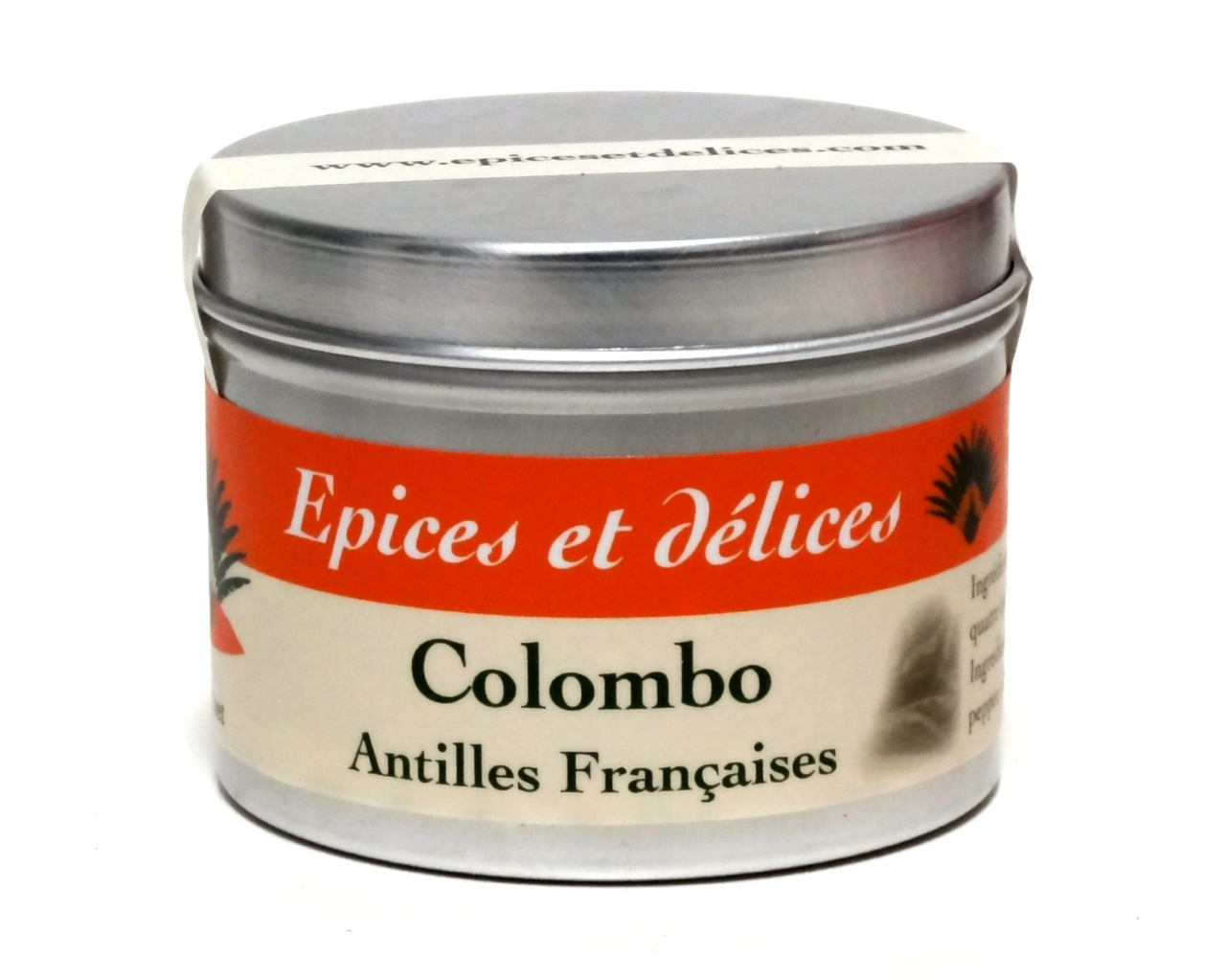
Boîte de colombo antillais.

Traditionnellement, le colombo antillais se compose de curcuma, de graines de coriandre, de poivre noir, de graines de moutarde, de laurier, de thym, de feuilles de bois d'Inde (piment de la Jamaïque, aussi connu comme quatre-épices) et éventuellement de piment habanero. Les épices sont torréfiées avant d'être broyées. Il en résulte une poudre sèche prête à l'utilisation.
Les colombos de Guadeloupe et Martinique restent différents, le colombo guadeloupéen reste plus proche de la cuisine indienne, le colombo en Martinique se prépare différemment (moins d'Indiens qu'en Guadeloupe) et a peu de points communs avec celui de la Guadeloupe (goût différent, épices différentes, des carottes, de la banane jaune en accompagnement, ce que les Guadeloupéens ne font pas dans leur colombo).

## Utilisation
Le colombo est utilisé aux Antilles pour une préparation culinaire à base de nombreux légumes, épices et à base de poulet, porc, agneau, cabri, bœuf, poissons (marlin, requin, espadon, thon), crevettes ou langoustes… La préparation de viande ou de poisson (citronnée au citron vert) est marinée avec le mélange d'épices à colombo et le reste de la marinade, d’une heure à toute une nuit, pour conserver tous les parfums des épices, avant de le cuire,,.